# Läipajaure (Jokkmokks socken, Lappland, 743084-159536)
Läipajaure är en sjö i Jokkmokks kommun i Lappland och ingår i Luleälvens huvudavrinningsområde. Sjön har en area på 0,304 kvadratkilometer och ligger 638,1 meter över havet. Läipajaure ligger i Kvikkjokk-Kabla fjällurskog Natura 2000-område.

## Delavrinningsområde
Läipajaure ingår i det delavrinningsområde (743025-159398) som SMHI kallar för Utloppet av Kuossaure. Medelhöjden är 690 meter över havet och ytan är 27,33 kvadratkilometer. Det finns inga avrinningsområden uppströms utan avrinningsområdet är högsta punkten. Årrejåkkå som avvattnar avrinningsområdet har biflödesordning 3, vilket innebär att vattnet flödar genom totalt 3 vattendrag innan det når havet efter 289 kilometer. Avrinningsområdet består mestadels av skog (73 procent) och kalfjäll (17 procent). Avrinningsområdet har 1,3 kvadratkilometer vattenytor vilket ger det en sjöprocent på 4,7 procent.